# Spitzenkandidat
« Spitzenkandidat » (prononcé en allemand : /ˈʃpɪt͡sn̩kandiˌdaːt/) est un terme allemand qui peut se traduire par « tête de liste ». Désignant initialement le candidat d'un parti allemand à la direction du gouvernement d'un land, il évoque désormais, dans le jargon institutionnel européen, le mode de désignation du président de la Commission européenne mis en place par le Parlement européen à la suite des élections européennes de 2014.

## Origine
« Dans sa résolution du 22 novembre 2012 sur les élections au Parlement européen en 2014, le Parlement européen a demandé instamment aux partis politiques européens de proposer des candidats à la présidence de la Commission, tout en indiquant qu’il attendait de ces candidats qu’ils jouent un rôle moteur dans la campagne électorale, notamment en présentant personnellement leur programme dans tous les États membres de l’Union. Cette résolution souligne en outre le rôle accru des élections au Parlement européen dans l’élection du président de la Commission. »

— Recommandation de la commission du 12 mars 2013 sur le renforcement de la conduite démocratique et efficace des élections au Parlement européen
Toutefois, l'idée est parfois attribué à Jacques Delors ou à des think tanks,.

## Terminologie
Dans les actes en langue française de l'Union européenne, on trouve les appellations tête de liste,, Spitzenkandidat, candidats tête de liste, et Spitzenkandidaten. Les deux premières expressions désignent un singulier, alors que les deux dernières sont les formes plurielles.

## Processus

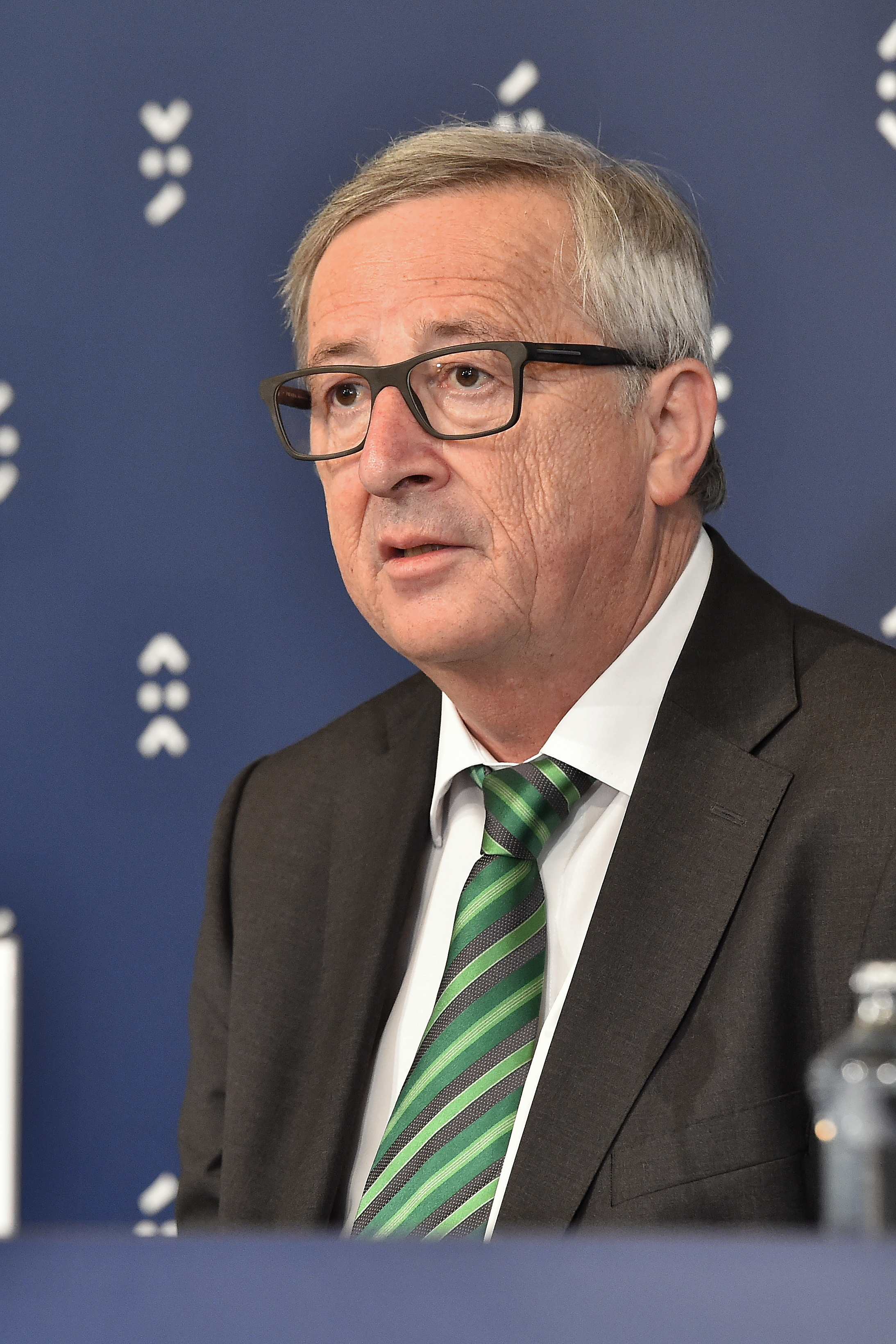
Jean-Claude Juncker, premier président de la Commission élu dans le cadre du système du spitzenkandidat.

Dans sa recommandation du 12 mars 2013 sur le renforcement de la conduite démocratique et efficace des élections du Parlement, la Commission européenne demande aux partis politiques européens et nationaux de mettre en place des mesures afin de « renforcer le rôle que jouent les partis politiques européens en contribuant à la formation d'une conscience politique européenne et à l'expression de la volonté des citoyens de l'Union européenne ». L'une des mesures prise est l'introduction du principe de candidats têtes de liste (spitzenkandidaten au pluriel) de chacun des partis au sein du Parlement afin de les représenter et de défendre leur programme politique au niveau européen ; ce changement vise notamment à permettre « aux électeurs de choisir en connaissance de cause entre plusieurs plateformes politiques pour l'Europe, plutôt que de se prononcer sur la base de questions politiques exclusivement nationales ». Cette recommandation a été renforcée par  le règlement no 1141/2014.
Ainsi, préalablement à l'élection de 2014, le Parti populaire européen (PPE), le Parti socialiste européen (PSE) ou encore l'Alliance des libéraux et des démocrates pour l'Europe (ALDE) ont chacun présenté un candidat chargé de représenter les listes nationales au niveau européen ; Jean-Claude Juncker pour le PPE, Martin Schulz pour le PSE, Guy Verhofstadt pour l'ALDE, etc. Avec la victoire du PPE, arrivé en tête, le choix de confier le poste à Jean-Claude Juncker a été confirmé par son groupe parlementaire puis validé par cinq des sept groupes et par un vote de la nouvelle législature.
Avant cette transformation, le pouvoir de nomination du président de la Commission était dévolu aux dirigeants des États membres qui désignaient généralement une personnalité politique du parti majoritaire au sein du Conseil européen qui n'avait pas nécessairement la légitimité auprès du Parlement, de leurs propres partis politiques ou des citoyens. Le système du spitzenkandidat se rapproche davantage des élections primaires que l'on retrouve dans un certain nombre de partis politiques dans la plupart des États membres et qui échappe ainsi au contrôle des membres du Conseil européen.

## Élections européennes

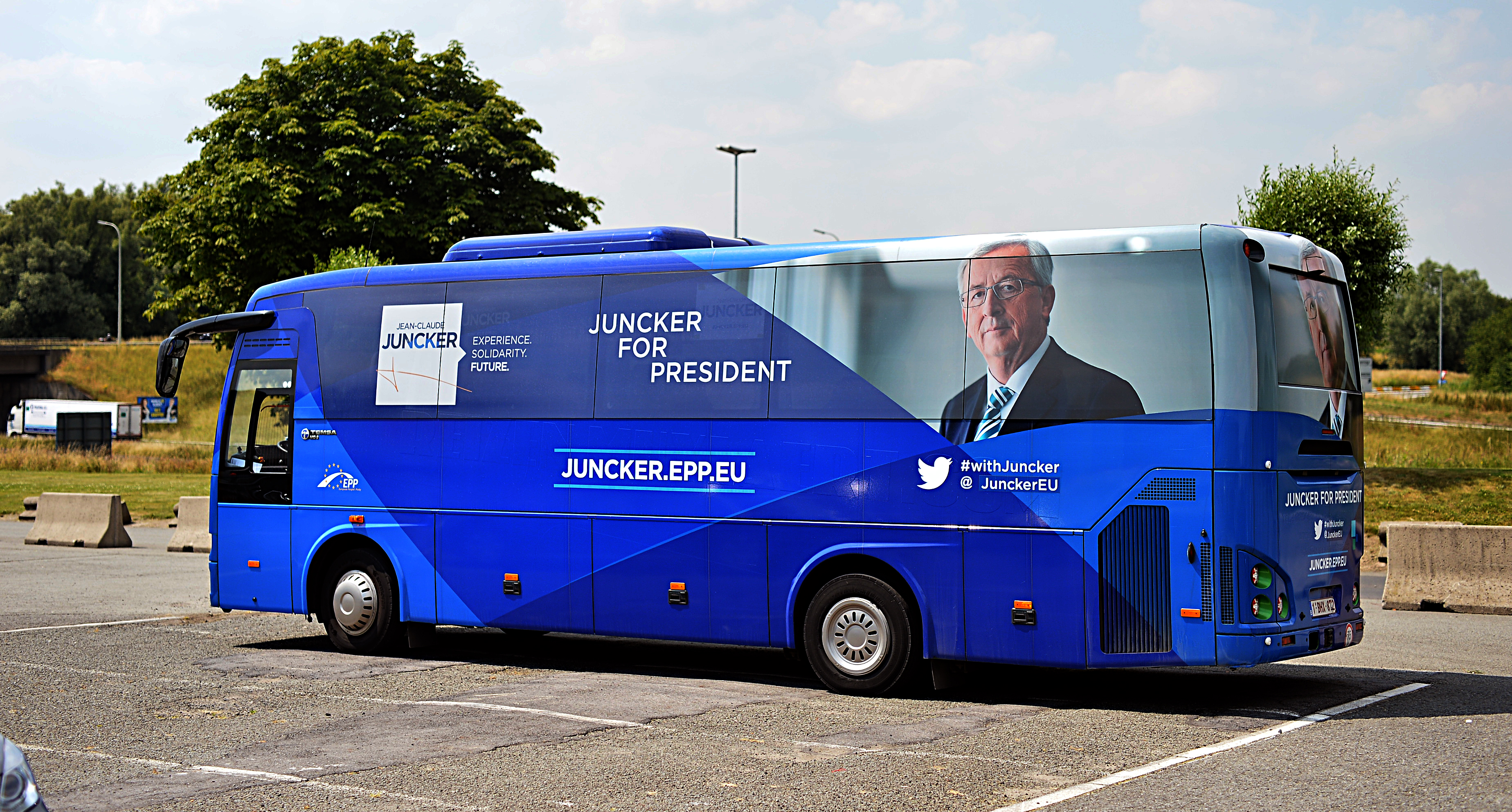
Campagne de 2014

Le concept de Spitzencandidaten est invoqué lors de Élections européennes, et notamment pour les Élections européennes de 2014, pour les Élections européennes de 2019 et pour les Élections européennes de 2024, en particulier à l'occasion de débats.

### 2014

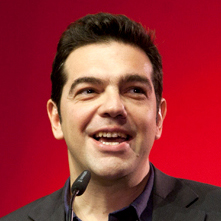
Aléxis Tsípras (PGE).
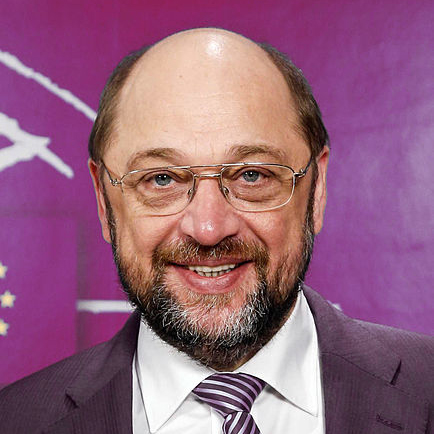
Martin Schulz (PSE).
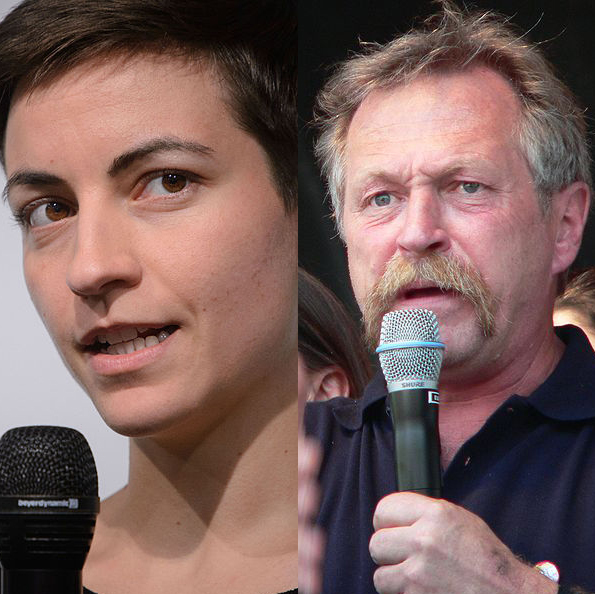
Ska Keller et José Bové (PVE).
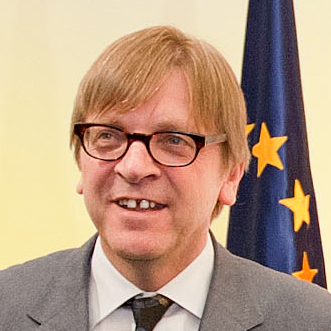
Guy Verhofstadt (ALDE et PDE).
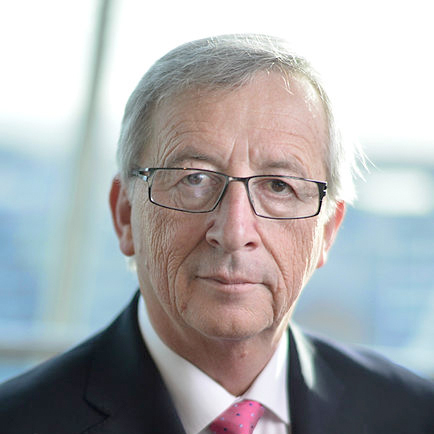
Jean-Claude Juncker (PPE).

### 2024
Ainsi, le 23 mai à 15 heures, est organisé un débat des Spitzencandidaten des Élections européennes de 2024 retransmis en direct et en Eurovision dans les différents 27 États membres de l'Union européenne depuis Strasbourg,,,,,,,.

## Limites

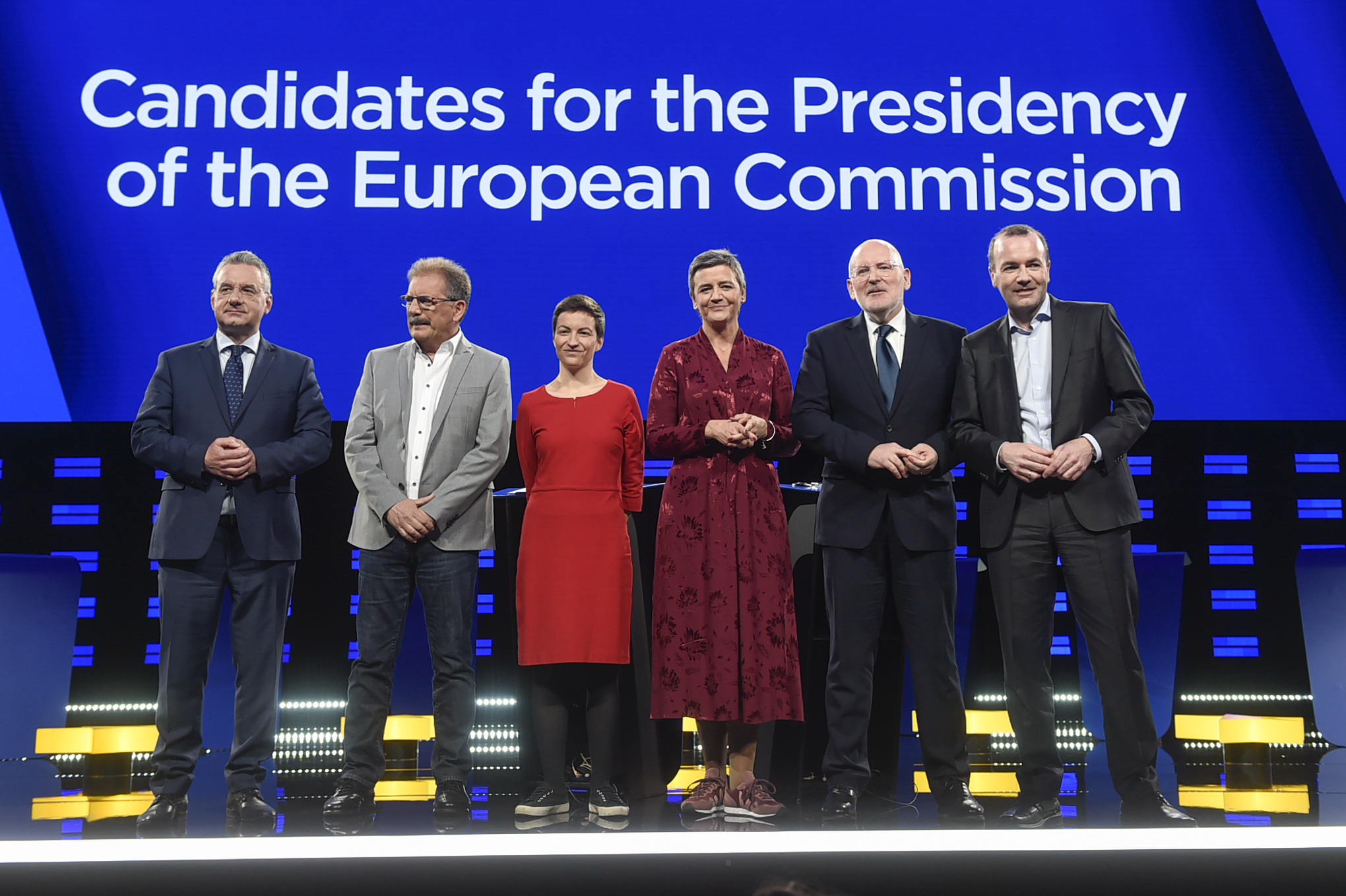
Candidats présents lors du débat de 2019 (de gauche à droite) : Zahradil, Cué, Keller, Vestager, Timmermans, Weber.

Lors des élections européennes de 2019, ce système est remis en place mais sa pérennité n'est pas assurée car le processus de désignation du président de la Commission tel que défini dans le traité de Lisbonne n'oblige pas les dirigeants du Conseil européen à s'y plier ; s'ils doivent « tenir compte du résultat des élections européennes », le choix peut leur revenir s'ils le décident. Ainsi, pour les élections de 2019, ce système du Spitzenkandidat, mettant comme favori l'Allemand Manfred Weber, n'enthousiasme pas les dirigeants des États européens. En effet, il s'agirait d'un « compromis sur le moins bon candidat » (Emmanuel Macron, président français). Toutefois, le président du Parlement européen, Antonio Tajani, tempère en rappelant que le Spitzenkandidat est le résultat du choix des électeurs et que, s'ils « sont d'accord pour dire que le PPE est le premier parti, nous devons accepter son candidat ». Pour Macron, un bon chef européen se doit de rassembler diverses qualités. Il mentionne parmi d'autres la légitimité, l'engagement, l'expérience, l'appartenance à une coalition progressiste, etc. rappelant qu'« il y a des dirigeants parmi [l]es candidats qui ont les qualités que j’ai évoquées ».

## Critiques
Avec la prépondérance des groupes du PSE et du PPE (ce dernier est en tête de toutes les élections européennes depuis celles de 1999), ce système de désignation ne favorise pas les partis moins représentés et l'alternance politique peut être faible si les principaux groupes politiques s'entendent sur une répartition des postes clés (ce qui a été le cas en 2014 − la présidence de la Commission revenant au PPE et la présidence du Parlement au PSE).
L'un des objectifs initiaux était également de rendre le processus de désignation du président de la Commission davantage « démocratique » et d'attirer plus de citoyens aux élections européennes ; cela n'a pas fonctionné en 2014 car le taux de participation est resté quasi identique.
Les politologues notent également le risque de se retrouver dans une situation où le président de la Commission est rattaché à un parti ou à un groupe politique différent de celui de la majorité des membres du Conseil européen créant une situation de cohabitation politique.